# Зиминское восстание
Зиминское восстание — вооруженное выступление крестьян Барнаульского уезда против правительства Колчака в августе 1919 года. Положило начало массовому партизанскому движению на Алтае.

## Ход восстания
Зиминское восстание готовила и руководила его ходом подпольная организация во главе с петроградским рабочим-металлистом Г. С. Ивкиным. В декабре 1918 г — январе 1919 подпольщики установили связь с барнаульскими большевиками, сформировали небольшой вооруженный отряд под командой П. К. Чаузова. В июне 1919 избран исполнительный комитет для руководства восстанием. В июле в Зимино прибыла большая группа дезертиров из армии Колчака, которая присоединилась к подпольщикам. Выступление было назначено на 7 августа. Но 1 августа в Зимино прибыл карательный отряд прапорщика Абрамова. Согнав жителей села на площадь, он потребовал выдать дезертиров и лиц, уклонившихся от мобилизации. Получив отказ, Абрамов приказал выпороть их родственников. 
2 августа в Зимино прискакал отряд Чаузова (30 человек), на помощь которому поднялось всё село. Повстанцы двинулись на волостное село Чистюньку, уничтожили милицию, разобрали в нескольких местах железнодорожный путь, повалили телеграфные столбы. "В селе у попа нашли спрятанные пулеметные ленты. Спрашиваем: «Откуда?» Он говорит: «Бог послал». Ну мы его за эту «божью посылку» отправили к богу в рай. " Источник- признание убийцы- Н. Конкорина с. Уч.-Пристань («Алтайская правда», №284, 14 декабря 1939 г.).Убиенного батюшку в Чистюньке звали Пономаренко Алексей Михайлович. Его убийца Н. Конкорин был командиром 24-го Рабоче-Крестьянского полка, который входил в состав 6-й дивизии. Источник- там же. Вместе с батюшкой Пономаренко красные бандиты убили еще одного священника Иоанна Юловского и дьякона. "Два священника и дьякон, как колчаковские шпионы, были убиты повстанцами." Источник- "Партизанское движение в Западной Сибири в 1918-1919 гг", Новосибирск,1936, стр. 193. В соседнем селе Хабазинское священник Иоанн Юловский служил с женой Глафирой, урожденной Пономаренко, дочерью батюшки Алексея Михайловича. История донесла некоторые имена убийц в селе Чистюньки: в упомянутой выше книги указаны их фамилии- Брусенцов, Чаузов, Жогов. Спасшийся Герман Алексеевич Пономаренко, сын Алекея Михайловича, подтвердил лично, что кроме упомянутых священников красными бандитами была убита Глафира и ее брат Михаил.
В тот же день на собрании подпольщиков был избран Главный штаб Алтайского округа, он сосредоточил в своих руках всю военную и гражданскую власть на восставшей территории. Начальником и комиссаром Главного штаба стал Ф. И. Архипов, главнокомандующим был избран К. Н. Брусенцев. 
Зиминское восстание за короткий срок охватило территорию в 40 тысяч квадратных верст, на которой располагалось около ста сёл и деревень. Для лучшего управления Главный штаб разделил её на 7 районов, каждый во главе со своим комитетом и штабом. Было приказано провести мобилизацию 10 возрастов. На случай гибели Главного штаба его филиалом был объявлен штаб 7-го района (в с. Боровском) во главе с Р. П. Захаровым. Позже назначен ещё один запасной штаб — в с. Павловском. 13 августа на съезде представителей освобождённых сёл решено направить посланцев в Москву с докладом о борьбе алтайских партизан. 2 члена Зиминской большевистской организации — Татаринов и Юдин — сумели добраться до Москвы, встретились с Лениным.
Восстание серьёзно встревожило правительство Колчака. Барнаульский уезд был объявлен на осадном положении. Сюда двинулись крупные военные силы с пулемётами и артиллерией. Восставшие сёла предавались огню и разграблению, посевы уничтожались. 23 августа пало Зимино. Правительственные войска сожгли здесь 110 домов. Повстанцы двинулись на север, в с. Боровское (ныне Алейский район), где действовал партизанский отряд Р. П. Захарова. В пути отдельные отряды были сведены в 1-й Алейский полк, командиром его избран П. Д. Тибекин. 26 августа алейцы соединились с партизанами Захарова, который был назначен главнокомандующим объединённой группой. После сражений с правительственными войсками у с. Урлапово и Зеркалы эта группа 28 августа объединилась с отрядом Мамонтова (в районе с. Мельникова).

## В искусстве
Восстанию посвящён эскиз «Зиминское восстание» новосибирского художника П. Г. Якубовского.